# Louis Wilkins
Louis Gary Wilkins (10. december 1882 – 6. april 1950) var en amerikansk sportsudøver som deltog i OL 1904 i St. Louis.
Wilkins vandt en bronzemedalje i atletik under OL 1904 i St. Louis. Han kom på en tredjeplads i disciplinen stangspring efter landsmænd LeRoy Samse og Charles Dvorak.